# Albert Sánchez Piñol
Albert Sánchez Piñol (Barcellona, 11 luglio 1965) è uno scrittore e antropologo spagnolo.
Nel 2000 ha pubblicato il saggio Pallassos i monstres. Nello stesso anno, insieme a Marcello Fois, il libro Compagnie difficili (edito in Italia). E nel 2001, Les edats d'or, un libro di racconti.
Ma è stato il romanzo La pell freda (2002) a fargli guadagnare la notorietà. Di questo suo primo romanzo sono state pubblicate 26 edizioni nella lingua catalana originale (maggio 2006), il che equivale a circa 100 000 copie vendute. È stato inoltre tradotto in 24 lingue.
Nel 2005 è uscito Pandora al Congo, il secondo romanzo della trilogia progettata, iniziata con La pelle fredda.
Nel 2012 è uscito il romanzo storico Victus che narra la Guerra di successione spagnola e l'assedio di Barcellona del 1714 che portarono alla perdita dell'indipendenza della Catalogna.

## Opere
- La pelle fredda (or. La pell freda), Traduzione di Patrizio Rigobon, Feltrinelli, 2005. Nuova edizione presso BUR Biblioteca Rizzoli, 2014
- Pagliacci e mostri (or. Pallassos i monstres), Curatore: Patrizio Rigobon, Scheiwiller, 2009.
- Congo. Inferno verde (or. Pandora al Congo), Traduzione di Ursula Bedogni, Fazi Editore, 2011.
- El Teo se'n va de putes, 2009.
- Victus (or. Victus). Traduzione di S. M. Ciminelli. Rizzoli, 2014.